# (4090) Říšehvězd
(4090) Říšehvězd es un asteroide perteneciente al cinturón de asteroides, descubierto el 2 de septiembre de 1986 por Antonín Mrkos desde el Observatorio Kleť, České Budějovice, República Checa.

## Designación y nombre
Designado provisionalmente como 1986 RH1. Fue nombrado Říšehvězd en homenaje a la revista checa para los astrónomos "Říše hvězd" (el reino de las estrellas).